# Barnabas
Barnabas (Sankt Barnabas, Josef fra Cypern, Apostel for Antiokia og Cypern) var en fremtrædende kristen missionær fra det 1. århundrede og omtales i Det Ny Testamente navnlig i skriftet Apostlenes Gerninger (ApG).
Barnabas er egentlig et tilnavn, som apostlene gav diasporajøden Josef fra Cypern. Ifølge ApG betyder navnet Trøstens Søn (ApG 4,36), men ifølge andre betyder det søn af Nebo.
Han fremstilles i ApG som en from og gudfrygtig jøde, der var levit, og gav flittigt almisser og underordnede sig lydigt apostlenes lederskab (ApG 4,36f.). Han skildres som mellemled mellem apostlene i Jerusalem og den nyomvendte Paulus, der begyndte sin missionsvirksomhed i Barnabas' stab, og mellem de to kristne centre: Antiokia og Jerusalem.

## Liv
Barnabas boede i en periode i Jerusalem, men var især tilknyttet den vigtige metropol Antiokia (ApG 4,36f.; 11,22ff.; Gal 2,13), som var base for hans missionsvirksomhed blandt jøder og hedninger.
Han virkede i nogle år sammen med apostlen Paulus (ApG 11,25f.; 13-14). Sammen rejste de til apostelmødet i Jerusalem for at afklare en strid om, hedningekristne skulle omskæres og i øvrigt overholde de jødiske forskrifter for at være rigtige kristne, eller ej. Paulus og Barnabas var fortaler for det sidste synspunkt (ApG 15,1ff. og Gal 2,1ff.).
Kort efter apostelmødet opstod der en bitter strid mellem de to apostle, mens de var i Antokia. Paulus nægtede at tage Barnabas' fætter Johannes Markus (ApG 15,39) med på deres næste missionsrejse, endvidere blev Barnabas kritiseret for at lade sig påvirke af en jødekristen delegation fra Jerusalem, der fik held til at skabe splid mellem antiokiamenighedens jødiske og ikke-jødiske del. Paulus anså det for et alvorligt anslag mod kirkens fællesskab (Gal 2,11.ff.).
Ifølge kirketraditionen døde Barnabas i år 61 i Salamis på Cypern. Sankt Barnabasdag er den 11. juni.

## Angiveligt forfatterskab
Tertullian og andre af antikkens lærde i den romerske tradition anså Barnabas som forfatter til Hebræerbrevet. Ifølge Photius (Quaest. in Amphil., 123) er Barnabas tillige forfatter til Apostlenes Gerninger, men det anses ikke for sandsynligt. Lukas anses som forfatter til ApG.
Barnabas er også tvivlsomt tillagt forfatterskab til Barnabasbrevet, der hører til skriftsamlingen De apostolske Fædre. Barnabasbrevet (apokryf) er skrevet i Alexandria i 130'erne. Der findes også et Barnabasevangelium som er givetvis skrevet af kristne konvertitter til islam og er redigeret, så det stemmer med Koranen.

## Eksterne links
- Wikimedia Commons har flere filer relateret til Barnabas
- Gospel of Barnabas
- The Ecole Glossary about Barnabas Arkiveret 30. oktober 2005 hos  Wayback Machine
- The Epistle of Barnabas
- BARNABAS the Apostle Arkiveret 9. november 2005 hos  Wayback Machine
- The Epistle of Barnabasn Catholic Encyclopedia
- Barnabasevangeliet